# الجميلة والوحش (فلم 2014)
الجميلة والوحش (بالفرنسية: La Belle et la Bête) هو فلم فنتازيا تم إنتاجه في فرنسا وألمانيا وصدر في سنة 2014. من بطولة فينسنت كاسل وليا سيدو وأندريه دوسولير.

## القصة
يروي الفلم قصة تطور قصة حب غير متوقعة لابنة تاجر يمر بضيقة مالية بعد تحطم سُفنه مع وحش غامض يدين له بزهرة قطفها من قلعته.
مُجبرًا على مواجهة الجانب القاسي من الحياة، يصادف تاجر مُدمر ومُفلس قلعة مسحورة لمخلوق بشع ومخيف، وبمجرد رؤيته تقشعر له الأبدان. هناك، ينتظر الأب المسكين ذو الستة أطفال مصير أسوأ من الموت، والذي، بعد أن قطف وردة عطرة من حديقة سيده البغيضة الخضراء، يجب عليه أن يفعل المستحيل: السماح لابنته الحنونة، بيل، أن تحل محله وتدفع ثمن خطايا والديها. الآن، يكتنف لغز غامض القصر المسكون، وبينما يتحول الاشمئزاز تدريجيًا إلى عاطفة، لا يمكن إلا للحب الحقيقي أن يكسر التعويذة.

## الميزانية والإيرادات
بلغت تكلفة إنتاج الفلم حوالي €35 مليون يورو بينما حقق إيرادات تقدر بـ 49.1 دولار.

## وصلات خارجية
- الجميلة والوحش على موقع IMDb (الإنجليزية)
- الجميلة والوحش على موقع ميتاكريتيك (الإنجليزية)
- الجميلة والوحش على موقع روتن توميتوز (الإنجليزية)
- الجميلة والوحش على موقع نتفليكس (الإنجليزية)
- الجميلة والوحش على موقع قاعدة بيانات الأفلام العربية
- الجميلة والوحش على موقع ألو سيني (الفرنسية)
- الجميلة والوحش على موقع Turner Classic Movies (الإنجليزية)
- الجميلة والوحش على موقع أول موفي (الإنجليزية)
- الجميلة والوحش على موقع بوكس أوفيس موجو (الإنجليزية)
- الجميلة والوحش على موقع فيلمافينيتي (الإسبانية)